# Heliococcus stachyos
Heliococcus stachyos är en insektsart som först beskrevs av Edward MacFarlane Ehrhorn 1900.
Heliococcus stachyos ingår i släktet Heliococcus och familjen ullsköldlöss. Inga underarter finns listade i Catalogue of Life.